# Orange (Nueva Jersey)
Orange es una ciudad y municipio en el condado de Essex en el estado estadounidense de Nueva Jersey. En el año 2010 tenía una población de 30.134 habitantes y una densidad poblacional de 5.286,67 personas por km².

## Geografía
El municipio de Orange se encuentra ubicado en las coordenadas 40°45′57″N 74°12′47″O / 40.76583, -74.21306.

## Demografía
Según la Oficina del Censo en 2000 los ingresos medios por hogar en el municipio eran de $35,759 y los ingresos medios por familia eran $16,861. Los hombres tenían unos ingresos medios de $33,442 frente a los $29,520 para las mujeres. La renta per cápita para la localidad era de $26,049. Alrededor del 18.8% de la población estaba por debajo del umbral de pobreza.